# Eduard von Hering

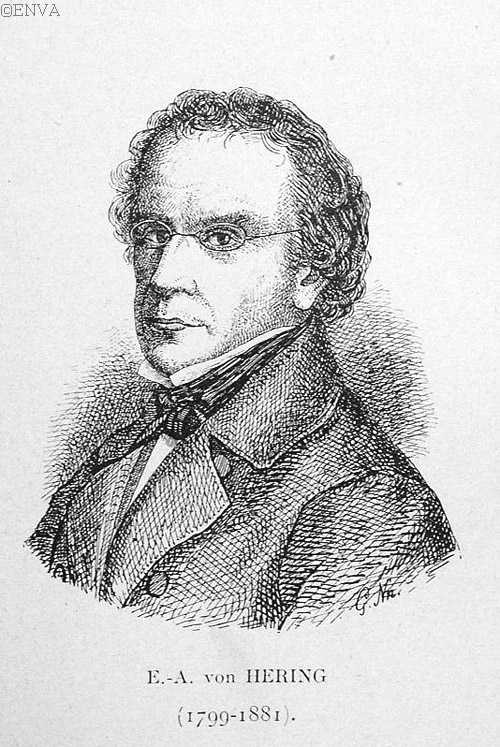
Eduard August von Hering (1799–1881) von Louis Georges Neumann (1846–1930)

Eduard August Hering, ab 1864 von Hering (* 20. März 1799 in Stuttgart; † 28. März 1881 ebenda) war ein deutscher Tierarzt und Pionier der wissenschaftlichen Tierheilkunde.

## Herkunft
Seine Eltern waren der Händler Christoph Ulrich Häring († 1806) und dessen Ehefrau Marie Dorothea Lieb.

## Leben
Eduard Hering hatte sich nach dem Erwerb der Reife auf dem Gymnasium in Stuttgart von 1819 bis 1820 an der Eberhard Karls Universität Tübingen in Pharmazie, Naturwissenschaften, Anatomie und Physiologie sowie im Privatunterricht beim Tübinger Tierarzt Johann Daniel Hofacker (1788–1828) in Tierheilkunde ausgebildet, besuchte von 1821 bis 1822 die Tierarzneischulen in Wien (k. k. Tierarzney-Institut), München (Königliche Central-Veterinär-Schule) und nach Zwischenaufenthalten im Frühjahr 1822 bei der Tierarzneischule Dresden und der Tierarzneischule Berlin zuletzt bis zum Tod des dänischen Tierarztes Erik Nissen Viborg (1759–1822) im September 1822 die Königliche Veterinär- und Landwirtschaftliche Hochschule in Kopenhagen. Im November 1822 wurde er als Lehrer für Anatomie, Physiologie und Heilmittellehre an die 1821 neu gegründete Tierarzneischule Stuttgart berufen, erhielt 1824 Titel und Rang eines Professors und unterrichtete zusätzlich noch nebenamtlich in der Zeit von 1824 bis 1831 an der Landwirtschaftlichen Akademie Hohenheim. Von 1828 bis 1858 leitete er die Klinik und die von ihm errichtete ambulatorische Rinderklinik der Tierarzneischule Stuttgart und war im Jahr 1838 Mitbegründer und der erste Vorstand des Tierärztlichen Landesvereins von Württemberg.
Eduard Hering wurde im September 1843 zum Medizinalrat und am 21. Januar 1862 zum Obermedizinalrat ernannt. Er leitete noch von 1862 bis zur Übergabe 1869 an seinen Nachfolger Adolf Rueff als Direktor die Tierarzneischule Stuttgart, organisierte mit John Gamgee den 1. Welttierärztekongreß 1863 in Hamburg und erhielt im Jahr 1864 den Orden der Württembergischen Krone I. Klasse, mit dem im Königreich Württemberg zur damaligen Zeit der Personaladel verbunden war.
Darüber hinaus übernahm Eduard Hering 1858 als Obertierarzt die Stelle eines Referenten im Majorsrang im Kriegsministerium und erhielt 1866 den Charakter eines Oberstlieutenants verliehen.
Als Pionier der wissenschaftlichen Tierheilkunde veröffentlichte er in zahlreichen Zeitschriften Fachbeiträge, verfasste jahrelang Jahresberichte über die Fortschritte der Tierheilkunde und veröffentlichte eine Reihe selbständiger Werke, von denen sein Handbuch der tierärztlichen Operationslehre als das Standardwerk seiner Zeit angesehen wurde.
Neben weiteren validen Erstbeschreibungen ist Eduard Hering Erstbeschreiber der parasitischen Milben Notoedres cati (Hering, 1838), dem Auslöser der Kopfräude und Otodectes cynotis (Hering, 1838), dem Erreger der Ohrräude, die beide von Eduard Hering bei der Erstbeschreibung noch zur Gattung Sarcoptes Latreille, 1802, gestellt wurden.
Eduard Hering wurde am 3. August 1835 unter der Matrikel-Nr. 1411 mit dem akademischen Beinamen Cruikshank in die Deutsche Akademie der Naturforscher Leopoldina aufgenommen.
Die Universität Tübingen ernannte ihn bei der Einweihung des neuen Universitäts-Gebäudes 1845 zum Ehrendoktor der Medizin (Dr. med. h. c.).
Er war seit dem 27. Mai 1828 mit Marie Elisabeth (1803–1877), geborene Billeter, Tochter des Schweizer in Eglishofen wirkenden Mediziners Andreas Billeter und dessen Ehefrau Katharine, geborene Huber, verheiratet. Die beiden Kinder Eduard (1833–1872) und Marie (1829–1868) starben noch vor dem Ehepaar.

## Orden und Ehrenzeichen
- 1834 Große Medaille für Kunst und Wissenschaft
- 1838 Große silberne Medaille der Societe royale d’Agriculture de Paris
- 1861 Friedrichs-Orden – Ritterkreuz I. Klasse
- 1864 Kronorden – I. Klasse
- 1869 Orden der Krone von Italien – Ritterkreuz
- 1869 Friedrichs-Orden – Komtur II. Klasse
- 1871 Kriegsdenkmünze für die Feldzüge 1870–71
- 1873 Dannebrogorden

## Schriften
- Leichtfaßliche Belehrung über die Schafraude für Schäfer und Gutsbesitzer. Auf Veranlassung des Vereins zur Beförderung der Schafzucht in Würtemberg, Cotta, Stuttgart 1834. (Digitalisat)
- Die Kräzmilben der Thiere und einige verwandte Arten, nach eigenen Untersuchungen beschrieben. Nova Acta Leopoldina, 18, 1838, S. 573–624. (Digitalisat)
- Die Königl. Württembergische Thier-Arzneischule zu Stuttgart in den ersten XXV Jahren ihres Bestehens. Ebner & Seubert, Stuttgart 1847. (Digitalisat)
- Specielle Pathologie und Therapie für Thierärzte. Zum Gebrauche bei Vorlesungen und zu eigener Belehrung. 2. vermehrte Auflage, Ebner & Seubert, Stuttgart 1849. (Digitalisat)
- Handbuch der thierärztlichen Operationslehre. Ebner & Seubert, Stuttgart 1857. (Digitalisat)
- als Hrsg.: Georg Wilhelm Schrader: Biographisch-literarisches Lexikon der Thierärzte aller Zeiten und Länder, sowie der Naturforscher, Aerzte, Landwirthe, Ebner & Seubert, Stuttgart 1863.